# Цујама
Цујама (јап. 津山市) град је у Јапану у префектури Окајама. Према попису становништва из 2005. у граду је живело 110.569 становника.

## Становништво
Према подацима са пописа, у граду је 2005. године живело 110.569 становника.
| 1995.   | 2000.   | 2005.   |
| ------- | ------- | ------- |
| 113.617 | 111.499 | 110.569 |